# 栀子
栀子，又名木丹、鲜支、卮子、越桃、水横枝、栀子花、支子花、枝子花、山栀花、黄鸡子、黄荑子、黄栀子、黄栀、黄栀花、山黄栀、玉荷花、白嬋花、玉堂春，属茜草科栀子属常綠植物。
因梔子的花香清雅甜美，故為中國典型香花植物之一。常與梅、百合、菊、連香樹、茉莉花、水仙合稱為「七香」。中國兩漢時期，種植梔子花，多為染物之用，為珍貴的經濟作物之一。栀子有单瓣和重瓣品种，其枝叶繁茂，叶色四季常绿，为重要的庭院观赏植物。重瓣品種大多不結果，在臺灣俗稱玉堂春。

## 語言學
本草綱目解釋梔子︰「『卮』，酒器也。『卮子』象之，故名，俗作『梔』。」因其果實的形狀很像古代的一種盛酒的器具卮的緣故，而採用「卮」之俗字「梔」。中國春秋時期越國的封地，是以梔子別稱「越桃」。
在日本，因梔子的果萼如鳥嘴，加上果實像似帶著鳥嘴的梨子，日語稱作。另外，因無論果實有多成熟都不開裂，而日語又稱為。

## 分布
主要分佈於熱帶和亞熱帶地區，如中國、朝鮮半島、臺灣、日本、中南半島、太平洋島群和北美洲等地。

### 臺灣
新竹縣、台中縣、南投縣、彰化縣、雲林縣、嘉義縣、台南縣、台東縣為梔子主要的產區。

## 形态特征
本草綱目已有記載關於梔子特徵：「『卮子』葉如兔耳，厚而深綠，春榮秋瘁。入夏開花，大如酒盃，白瓣黃藥，隨即結實，薄皮，細子有鬚，霜後收之。蜀中有『紅卮子花』，爛紅色，其實染物，則赭紅色。」
常绿灌木或小喬木，高約 3 公尺；广披针形至倒卵形的叶子对生或3叶轮生，叶片革质全缘，先端和基部钝形，表面翠绿有光泽；一般花期在4-6月春夏季，繖型花序，顶生或腋生，花瓣6枚深裂，花香清雅，初開出期呈白色，花謝時漸轉為乳黃色；果實為浆果，卵形或橢圓形，成熟時橘黃色或橘紅色；種子多數，隱藏於肉質的胎座上。

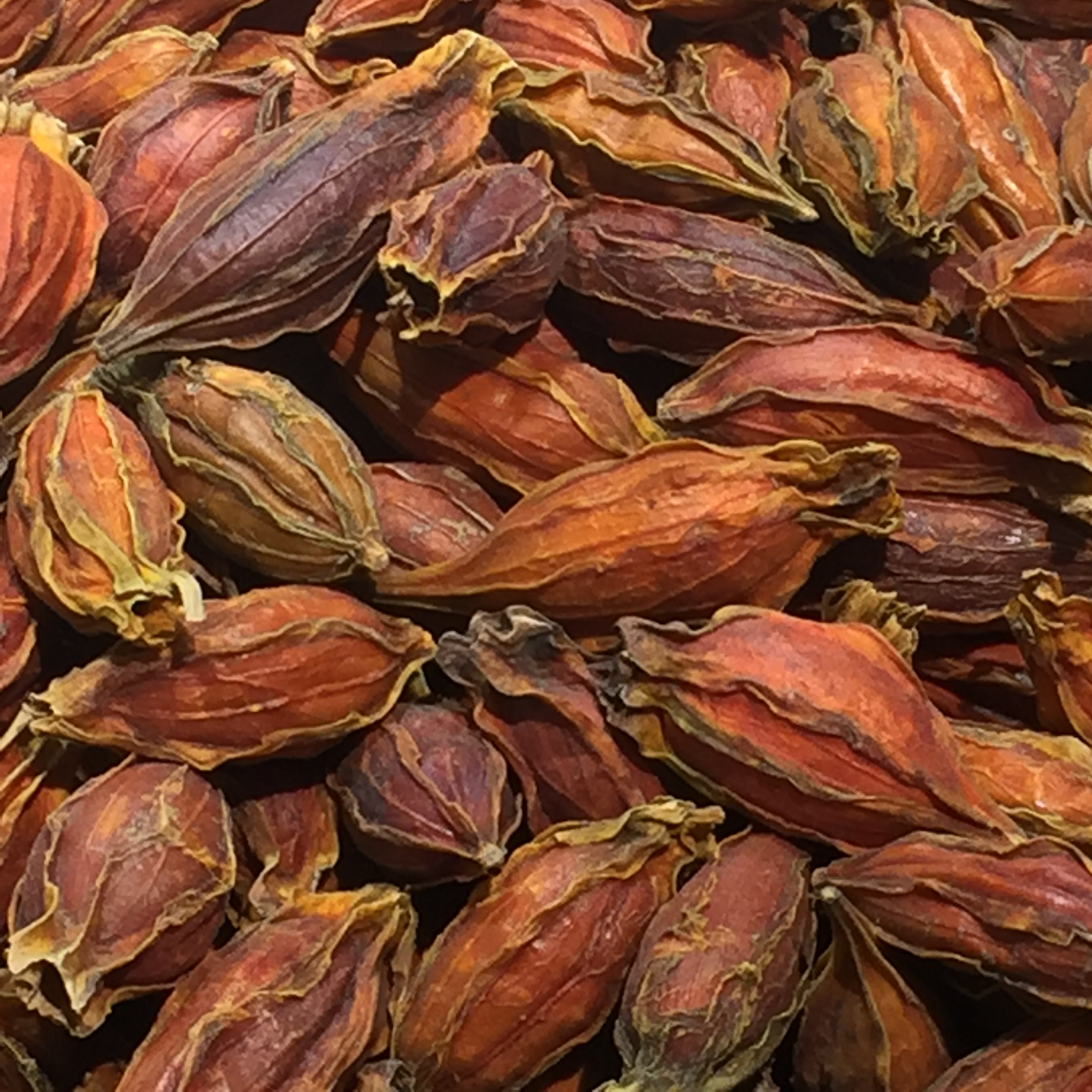
梔子乾果

梔子果實若乾燥情況良好，可長久保存。每年9-12月果實漸次成熟，當果皮呈黃綠色時即可收穫，選擇晴天摘採，即時曬乾或低溫烘乾即可。

## 品種
中國植物志學者們經野外調查和觀察標本，統一將梔子分為「原變種」和「白蟾變種」。
- 原變種依果實形狀再分為兩類型：「水梔子」為果長橢圓形較大；「山梔子」為果卵球形較小。
- 白蟾變種為重瓣花、不結果。[6]

其他變種與變型：
- 山黃梔
- 水梔子
- 大花梔子
- 長果梔子

## 繁殖
單瓣品種及重瓣品種都可利用扦插或空中壓條法，約3-4週發根。單瓣品種會結果實，種子可播種，但重瓣品種不會結果實，故無法採種。

## 栽培
喜愛湿润、温暖、光照充足且通风良好的环境，但是忌强光暴晒。用疏松肥沃、排水良好的酸性(pH 4.0-6.5)之壤土或砂質壤土种植。盆栽較小不宜久曬，株型高壯或露地栽培者可全日照。生長旺盛期缺肥易出現葉子黃化病，自植株下部老葉開始黃化，應儘速補充速效性肥。綠灰蝶幼蟲會鑽入果實與花苞內攝食危害；若通風不良及溫濕度過高時，易有介殼蟲與煤煙病發生。

## 用途

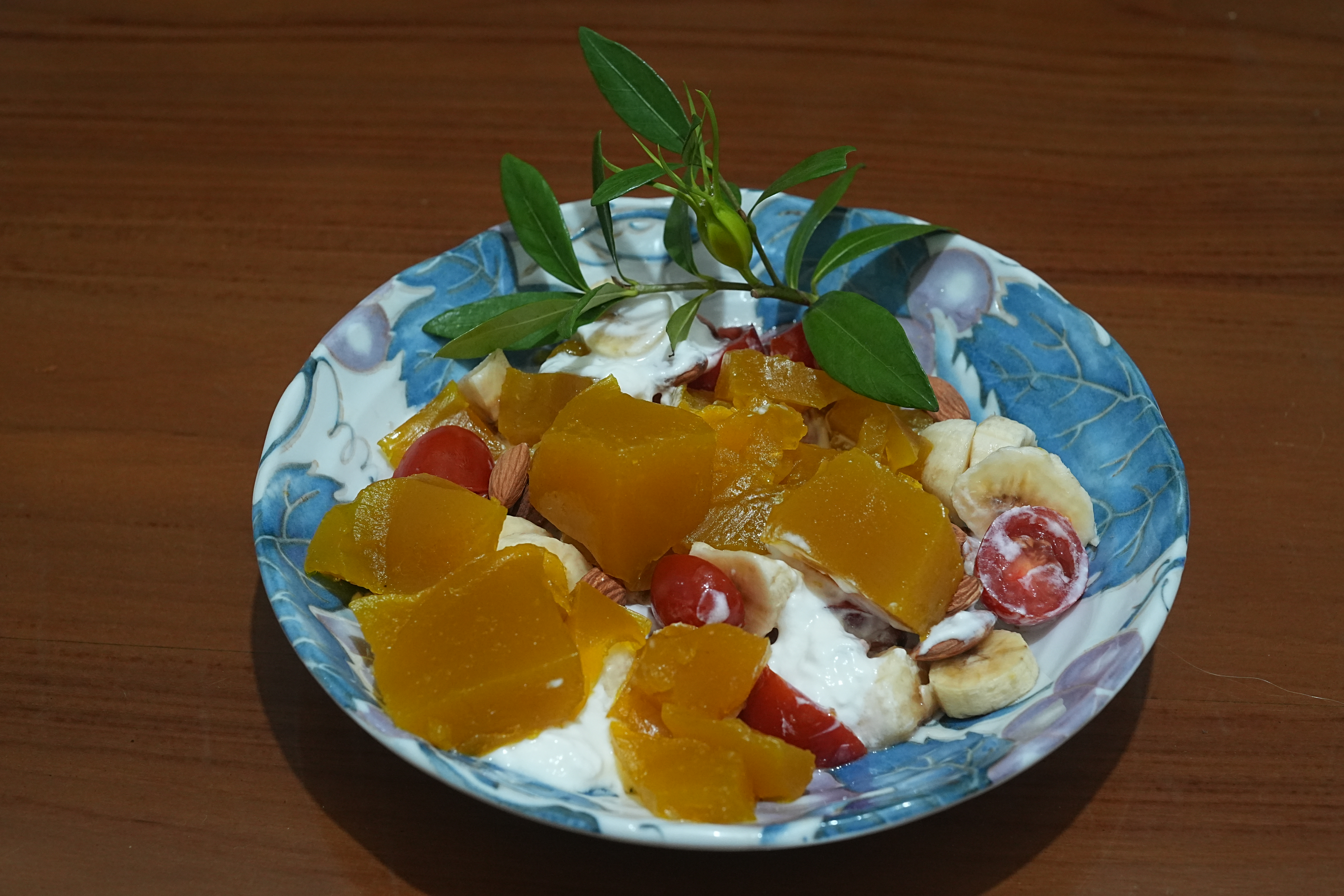
梔子粉粿沙拉

梔子利用性極廣，具多種用途。一般認為「山梔子」入藥，「水梔子」供染料和色素，重瓣梔子作觀賞。除作庭園观赏植物外，新鮮花瓣可用於薰製花茶之香花植物，也同時是製作精油和香水常見的植物材料之一。

### 藥用

#### 中藥學
神農本草經記載其花、果实、叶和根可入药，具有泻火除烦，清热利尿，凉血解毒之功效，列為中品。
中医以「山梔子」果实入药。其性寒、味苦，功能清热泻火，主治热病心烦、目赤、黄疸、吐血、衄血、热毒疮疡等症。性味歸經屬苦，寒。歸心、肝、肺、胃、三焦經。

#### 分析化學
梔子莖葉花和果實的主要化學成分包括環烯醚萜類（梔子苷、山梔苷）、萜烯類（梔子花酸類）、黄酮類、有機酸酯類（綠原酸）、類胡蘿蔔素（藏紅花素）、揮發油、多糖及各種微量元素等。

#### 藥理學
梔子的主要有效成分為「梔子苷」（Geniposide）和「番紅花素」（Crocin）。現代藥理學發現「山梔子」和「水梔子」均能解熱，二者的梔子苷和番紅花素成分相同。
兩種成分皆能阻止抑制胰島素生成酶的作用，進而促進胰島素正常分泌，繼而改善糖尿病病情。另外，根據梔子提取液對重症急性胰腺炎大鼠治療的研究顯示，能保護肝臟和抑制肝癌細胞作用以及對胃機能呈抗膽鹼性的抑制作用；在心血管系統中具中樞降壓作用、防治動脈粥樣硬化及抗血栓作用；還具有中樞鎮靜鎮痛解熱作用、抗炎和治療軟組織損傷作用等。

### 食品
「黃梔子色素」（Gardenia Yellow）從梔子果實中萃取而來，作為食品的天然黄色著色劑，如用於醃製黃蘿蔔、餅乾、糖果、麵製品、湯圓、冰淇淋、粉粿等上色。「梔子藍色素」（Gardenia Blue）為黃梔子色素經酵素處理後所得。另有生技公司研發出各式顏色的天然色素，如梔子紅色素、梔子綠色素、梔子紫色素等。

## 文化
中國北宋清明上河圖，畫中的孫羊正店酒樓門柱掛有紅紗梔子燈，代表提供娼妓服務。在中亚和北亚熱帶地区的佛教寺庙中常种植栀子用作花供。
日式圍棋和將棋棋盤的底腳常以梔子果實作為形象，日語中「梔子」（くちなし）與「沒有口」（口無し）同音，寓意棋局進行時不容許對弈者或旁觀者用口交談，亦即「觀棋不語」的意思。
梔子花的花語為堅持與守候含義，再加上花語為信念與光輝的向日葵，是作為擇善固執的土象星座畢業生所量身打造的花束。

## 延伸阅读
[在维基数据编辑]
 《欽定古今圖書集成·博物彙編·草木典·梔子部》，出自陈梦雷《古今圖書集成》
 《植物名實圖考·梔子》，出自吳其濬《植物名實圖考》

## 外部連結
- （页面存档备份，存于）
- 栀子(zhī zǐ) Gardenia jasminoides J. Ellis 植物智-中国科学院植物研究所（简体中文）（页面存档备份，存于）
- 梔子 Zhizi 藥用植物圖像數據庫-香港浸會大學中醫藥學院（繁體中文）（页面存档备份，存于）
- 梔子 Zhizi 中藥材圖像數據庫 -香港浸會大學中醫藥學院（繁體中文）（页面存档备份，存于）
- 梔子 Cape Jasmine Fruit Zhi Zi 中藥標本數據庫-香港浸會大學中醫藥學院（繁體中文）（页面存档备份，存于）
- 梔子苷 Jasminoidin 中草藥化學圖像數據庫-香港浸會大學中醫藥學院（繁體中文）（页面存档备份，存于）